# Pachybrachis lopatini
Pachybrachis lopatini là một loài bọ cánh cứng trong họ Chrysomelidae. Loài này được Medvedev & Rybakova miêu tả khoa học năm 1980.